# Acanthodoras
Acanthodoras es un género de peces actinopeterigios de agua dulce, distribuidos por ríos y lagos de América del Sur.

## Especies
Existen tres especies reconocidas en este género:
- Acanthodoras cataphractus (Linnaeus, 1758)
- Acanthodoras depressus (Steindachner, 1881)
- Acanthodoras spinosissimus (Eigenmann y Eigenmann, 1888)